# Роздольний (Гур'євський округ)
Роздо́льний (рос. Раздольный) — селище у складі Гур'євського округу Кемеровської області, Росія.

## Населення
Населення — 1193 особи (2010; 1297 у 2002).
Національний склад (станом на 2002 рік):
- росіяни — 95 %